# Bundesratswahl 1954
Zur Bundesratswahl 1954 am 16. Dezember 1954 kam es wegen der Rücktritte der Bundesräte Karl Kobelt (FDP) und Rodolphe Rubattel (ebenfalls FDP) sowie des Todesfalls von Josef Escher (SKVP) im Amt. Dadurch wurde eine ausserordentliche Wahl durch die Vereinigte Bundesversammlung nötig. Die Kandidaturen der Freisinnigen waren stark umkämpft. Die FDP nominierte schliesslich Staatsrat Paul Chaudet aus der Waadt und Regierungsrat Alfred Schaller aus Basel. Die Tessiner mit ihrem Kandidaten Nationalrat Aleardo Pini waren unterlegen. Die SKVP nominierte Nationalrat Thomas Holenstein und den Tessiner Staatsrat Giuseppe Lepori. Die LPS trat mit Nationalrat Nicolas Jaquet an.
Da die Mehrheit der Sozialdemokraten inoffiziell die beiden Kandidaten der SKVP wählten, verlor die FDP einen Bundesratssitz. Gewählt wurden Thomas Holenstein und Giuseppe Lepori von der SKVP sowie Paul Chaudet von der FDP.

## Detailergebnisse der Ersatzwahl für Josef Escher, SKVP

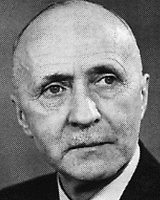
Thomas Holenstein

Wegen der breiten politischen Unterstützung wurde Thomas Holenstein (SKVP) bereits im 1. Wahlgang zum Bundesrat gewählt. Weitere Stimmen gingen an Staatsrat Giuseppe Lepori (SKVP) und an Nationalrat Aleardo Pini (FDP), beide aus dem Tessin. Holenstein war dann von 1955 bis 1959 Vorsteher des Volkswirtschaftsdepartements.
|                         | 1. Wahlgang |
| ----------------------- | ----------- |
| ausgeteilte Wahlzettel  | 234         |
| eingegangene Wahlzettel | 234         |
| leer/ungültig           | 19/0        |
| gültig Total            | 215         |
| absolutes Mehr          | 108         |
| Thomas Holenstein       | 182         |
| Giuseppe Lepori         | 10          |
| Aleardo Pini            | 9           |
| Verschiedene            | 14          |

## Detailergebnisse der Ersatzwahl für Rodolphe Rubattel, FDP

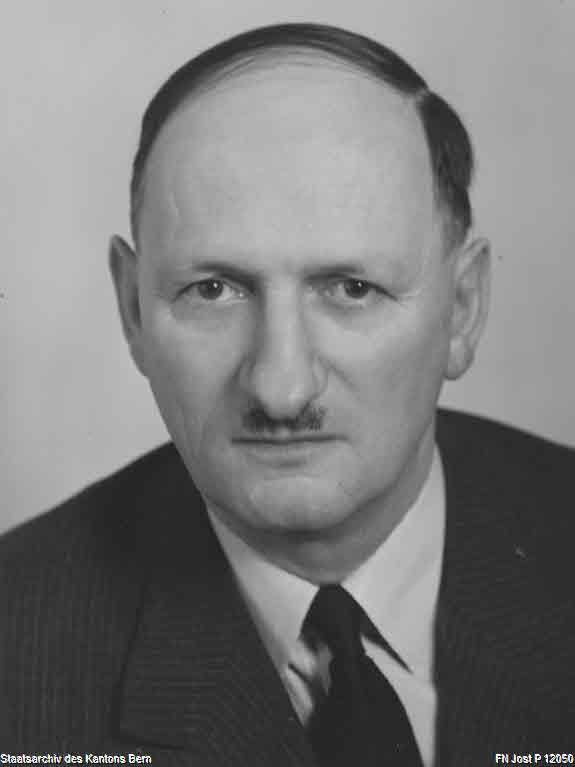
Paul Chaudet (1958)

Wegen der breiten politischen Unterstützung wurde Paul Chaudet (FDP) bereits im 1. Wahlgang zum Bundesrat gewählt. In einer Kampfwahl setzte er sich gegen die Tessiner Aleardo Pini (FDP) und Giuseppe Lepori (SKVP) sowie den Basler Staatsrat Nicolas Jaquet (LPS) durch. Chaudet war dann von 1955 bis 1966 Vorsteher des Militärdepartements.
|                         | 1. Wahlgang |
| ----------------------- | ----------- |
| ausgeteilte Wahlzettel  | 234         |
| eingegangene Wahlzettel | 234         |
| leer/ungültig           | 15/0        |
| gültig Total            | 219         |
| absolutes Mehr          | 110         |
| Paul Chaudet            | 135         |
| Aleardo Pini            | 52          |
| Giuseppe Lepori         | 12          |
| Nicolas Jaquet          | 11          |
| Verschiedene            | 9           |

## Detailergebnisse der Ersatzwahl für Karl Kobelt, FDP

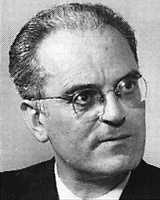
Giuseppe Lepori

Die letzte Wahl des Tages war heiss umstritten. Der offizielle freisinnige Kandidat Alfred Schaller aus Basel hatte sich innerhalb der FDP nur knapp durchgesetzt. Die Sozialdemokraten unterstützten die SKVP, weil sie auf deren Unterstützung bei zukünftigen Wahlen hofften. Der bei der FDP parteiintern knapp unterlegene Aleardo Pini wurde von vielen Abgeordneten aus dem Tessin unterstützt. Für die LPS trat wiederum Nicolas Jaquet an. Und der Aargauer Nationalrat Karl Renold (BGB) erhielt Stimmen aus den eigenen Reihen. Im 1. Wahlgang konnte keiner der Kandidaten eine Mehrheit erringen. Im 2. Wahlgang setzte sich Giuseppe Lepori durch und wurde neuer Bundesrat. Lepori war dann von 1955 bis 1959 Vorsteher des Post- und Eisenbahndepartements.
Anmerkung: laut den zitierten Tageszeitungen (Die Tat, Der Bund und NZZ) erhielt Jaquet im 1. Wahlgang 18 Stimmen; laut oben erwähntem PDF keine Stimme
| Kandidaten              | Kandidaten              | 1. Wahlgang | 2. Wahlgang |
| ----------------------- | ----------------------- | ----------- | ----------- |
| Ausgeteilte Wahlzettel  | Ausgeteilte Wahlzettel  | 235         | 235         |
| Eingegangene Wahlzettel | Eingegangene Wahlzettel | 235         | 235         |
| Ungültige Wahlzettel    | Ungültige Wahlzettel    | 0           | 0           |
| Leere Wahlzettel        | Leere Wahlzettel        | 4           | 3           |
| Gültige Wahlzettel      | Gültige Wahlzettel      | 231         | 232         |
| Absolutes Mehr          | Absolutes Mehr          | 116         | 117         |
| Giuseppe Lepori         | Giuseppe Lepori         | 112         | 128         |
| Alfred Schaller         | Alfred Schaller         | 61          | 70          |
| Aleardo Pini            | Aleardo Pini            | 24          | 14          |
| Nicolas Jaquet          | Nicolas Jaquet          | 18          | 10          |
| Karl Renold             | Karl Renold             | 15          | 10          |
| Andere                  | Andere                  | 1           | 0           |